# Johan Eliasch
Johan Eliasch (Djursholm, 15 febbraio 1962) è un imprenditore e dirigente sportivo svedese con passaporto inglese, presidente e (fino al 2021) CEO di Head, produttore internazionale di articoli sportivi. Secondo il Sunday Times Rich List 2020, è un multimiliardario e uno dei britannici più ricchi con un patrimonio stimato in 2,2 miliardi di sterline. Il 4 giugno 2021, Eliasch è stato eletto nuovo presidente della Federazione internazionale sci e snowboard.

## Biografia
Nato nel febbraio 1962, a Djursholm, in Svezia, è nipote di G.A. Svensson, importante industriale svedese.
Dal 2021 è presidente della Federazione Internazionale Sci. Fu candidato dalla Federazione Sport invernali del Regno Unito, in quanto possiede il passaporto inglese. Ricopriva il ruolo di CEO di Head e dopo l'elezione alla FIS ha lasciato tale incarico, rimanendo comunque proprietario dell'azienda.

## Vita privata
Eliasch è stato sposato con Amanda Eliasch, fotografa e regista, dal 1988 al 2006. Hanno avuto due figli. Il figlio Charles Eliasch è un cantante d'opera.